# Castellar de Tost
Castellar de Tost és un nucli del municipi de la Ribera d'Urgellet, a l'Alt Urgell, i es troba a la Vall de Tost, a la falda sud sobre el riu del mateix nom. Actualment té 17 habitants, i es troba bàsicament a 831 metres d'altitud a llevant del turó de Ciutat. Tot i així hi ha un conjunt disseminat de coberts pertanyents a la granja que és avui la principal activitat del nucli. S'hi troba l'església de Sant Joan i Sant Martí de Castellar.

## Castell
A la part alta del poble, penjat sobre la roca viva, trobem les restes del que fou el castell de Castellar de Tost. Malgrat que no trobem cap refència a aquesta edificació entre els documents d'Arnau Mir de Tost referents a la vall, tot fa pensar que no pot ser gaire posterior, ja que en 1086 sabem que Guidenel i els seus fills donaran a Santa Maria de la Seu un alou que tenien "in apendicio Sancti Martini in prenominatum locum kastellari, in terminum kastri Tostensi". Junt amb altres castells i propietats de la zona, el 1150 fou empenyorat per Arnau Mir de Pallars Jussà a les autoritst religioses de la Seu d'Urgell.
Queden restes dels seus murs de carreus de pedra calcària, petita i ben treballada amb maceta, disposada en filades bastant regulars amb morter de calç i de dimensions força homogènies d'entre 15-25 cm d'alçada i 25-45 d'amplada.
És, doncs, una construcció similar a la del castell veí de Tost, cosa que fa pensar que també es tracta d'una obra romànica.
Juntament amb el castell, queden restes al sud-est del poble d'una estructura que potser era la base d'una antiga torre de planta poligonal, molt desfigurada però per posteriors edificacions i actualment utilitzada com a contrafort per a un jardí.

## Arquitectura

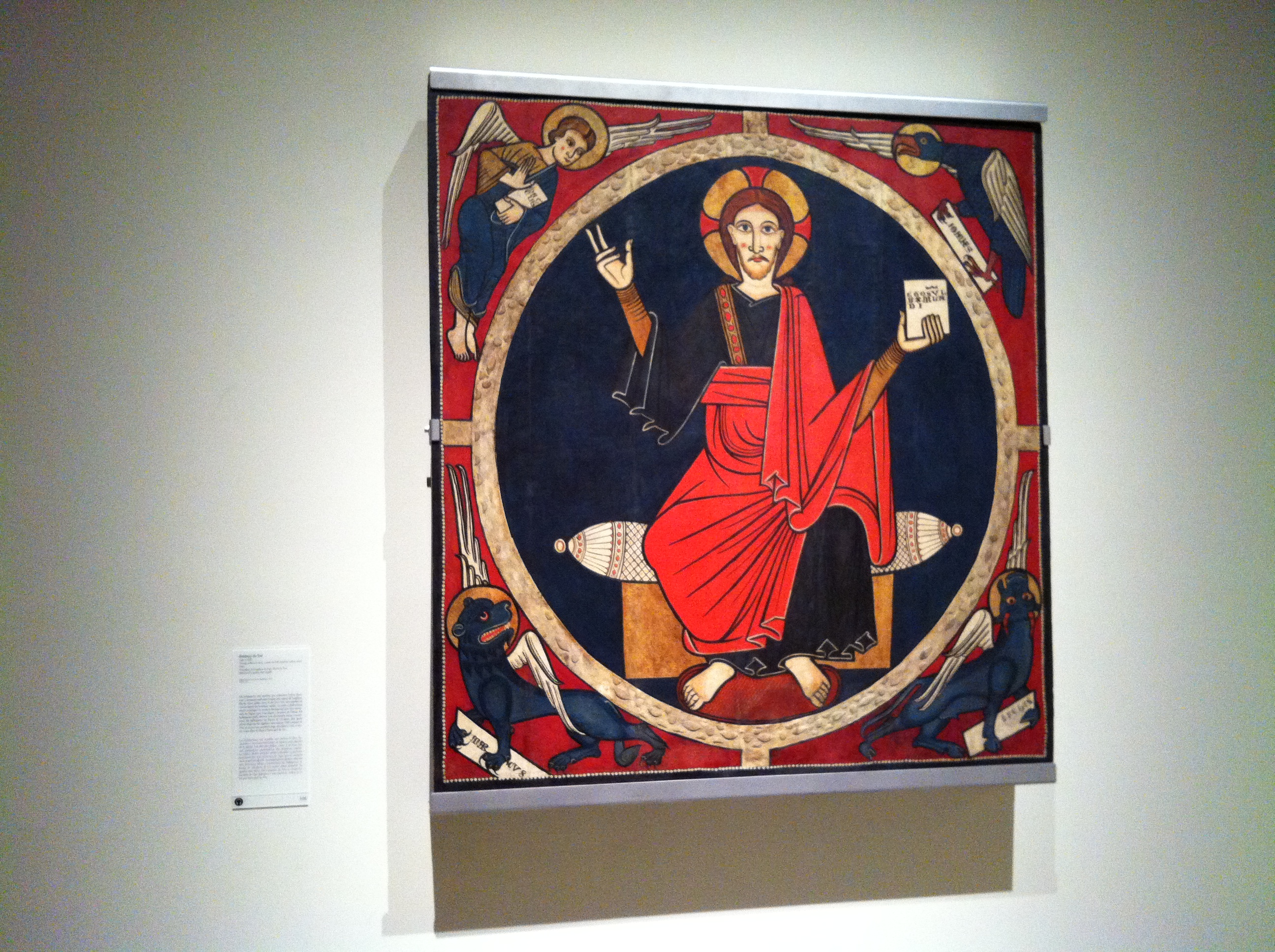
Part del Baldaquí de Tost exposada al MNAC, a Barcelona.

Juntament amb el castell també cal destacar l'església encara consagrada a Sant Joan Baptista, tot i que a dins es guarden algunes de les peces de la veïna i abandonada església de Tost (cal remarcar la còpia del baldaquí). A diferència de les altres esglésies i ermites de la vall, aquesta d'estil però no d'origen romànic, ja que data del s. XVIII. Malgrat que no s'hi celebrin oficis amb periodicitat sí que s'utilitza en ocasions festives. Ha estat molt restaurada i la seva façana actualment és de pedra i conserva una campana.
La resta d'edificis, vinculats als habitatges o a la granja, estan construïts amb pedra, moltes vegades amb les bases de construccions anteriors, o bé recoberts amb aquest material per tal de continuar visualment amb la resta del conjunt.